# Trichembola
Trichembola é um gênero de traça pertencente à família Agonoxenidae.